# 吴程
吳程（893年—965年9月14日），字正臣。越州山阴县（今浙江省绍兴市）人，五代十国吴越国大臣，在忠逊王钱弘倧、忠懿王钱俶时代担任宰相（丞相）。

## 生平
吳程于唐昭宗景福二年（893年）出生在山陰县。他的祖父吳可信是唐朝定州虞姬唐县令，他的父亲吳蛻在唐昭宗大顺年间中进士。通过科举后，吳蛻担任鎮東军节度使掌书记，官至右拾遗、礼部尚书。

### 钱镠时代
907年，唐朝被朱全忠建立的后梁取代。钱镠向后梁称臣，被封为吴越王。923年，钱镠被后梁封为吴越国王，后来谥号武肃王。钱镠在位时，吳程开始担任校書郎，钱镠承制任命他为检校戶部員外郎。宝正年间（926年—931年），钱镠想要为女儿选个丈夫。他从吳程、孟粲、于葆三人中选中了吳程。吳程升任金部郎中。钱镠认为吳程有行政能力，让吳程提举诸司公事。

### 钱元瓘时代
钱镠在932年去世，他的儿子钱元瓘即位为文穆王。钱元瓘承制任命吳程为職方郎中、觀察支使、节度判官。后晋天福年间，钱元瓘让他的儿子錢弘儇遥任睦州刺史，由吳程知州事。

### 后三王时代
忠献王钱弘佐时代（941年—947年），吳程事迹不详。忠逊王钱弘倧时（947年），任命吴程判西府院事，西府即鎮海军，治所在吴越的国都錢塘县（今浙江省杭州市），随后任命他为丞相。不久，吴越福州戍将鮑修讓杀威武军节度使（治福州，今福建省福州市）李孺赟。钱弘倧以吴程知威武军节度事，不久任命他为威武军节度使。
950年，南唐永安（治今福建省南平市建瓯市）留后查文徽认为吴越已经放弃了福州，派遣剑州刺史陈诲带领水军沿闽江而下，自己率领步兵、骑兵为后继。吴程听说查文徽临近，吴程派遣数百人出城假装迎接。查文徽不作防备，吴程领兵出击，南唐军队大败，查文徽从马上摔下来，被福州人抓获，士卒死亡万人。吴程解送查文徽到钱唐，吴越王钱弘俶将查文徽作为战利品在祖宗五庙举行献俘礼，然后释放了他。钱弘俶召吴程回钱唐，与元德昭一起担任丞相，兼掌屯田榷酤事。
956年，后周世宗柴荣攻打南唐，要求吴越从东南方攻打南唐。苏州营田副使陳滿进言说：“周军南下征伐，唐举国惊乱，常州没有防备，容易攻取。”吴程请求立即发兵采用陈满的计策。元德昭认为南唐是大国，不可轻视。请暂且等待。吴程再三争辩，钱弘俶听从了吴程的建议。二月二十日，钱弘俶派吴程督领衢州刺史鲍修让、中直都指挥使罗晟奔赴常州。吴程对将士们说：“元丞相不愿意出兵。”将士们恼怒，有流言说要袭击元德昭。钱弘俶把元德昭藏匿在自己府中，下令逮捕散布流言的人，叹道：“方出师而士卒欲击丞相，不祥甚哉！”
吴程进攻常州，攻破常州外城，抓获南唐常州团练使趙仁澤，押送到钱唐。吴程和鲍修让、罗晟在福州就有矛盾，这时，吴程压制刁难他们，二人都有怨恨。南唐龙武都虞候柴克宏率军到达常州。声称只是护送唐主李璟派遣的中书舍人喬匡舜出使吴越。吴越巡逻士兵将情况报告，吴程说：“两国交战，使者可以在其间来往，不可随便怀疑。”南唐军登上岸，直逼吴越营寨，罗晟不拼力作战，吴程仅以身免。吴程到达钱唐，钱弘俶削夺他的一切职务。
965年，吴程去世，时年七十三岁，钱弘俶追复前官，谥号忠烈。